# Coeleumenes secundus
Coeleumenes secundus är en stekelart som först beskrevs av Dalla Torre 1889.  Coeleumenes secundus ingår i släktet Coeleumenes och familjen Eumenidae. Inga underarter finns listade i Catalogue of Life.